# Düsseldorfer Straße 108 (Mönchengladbach)

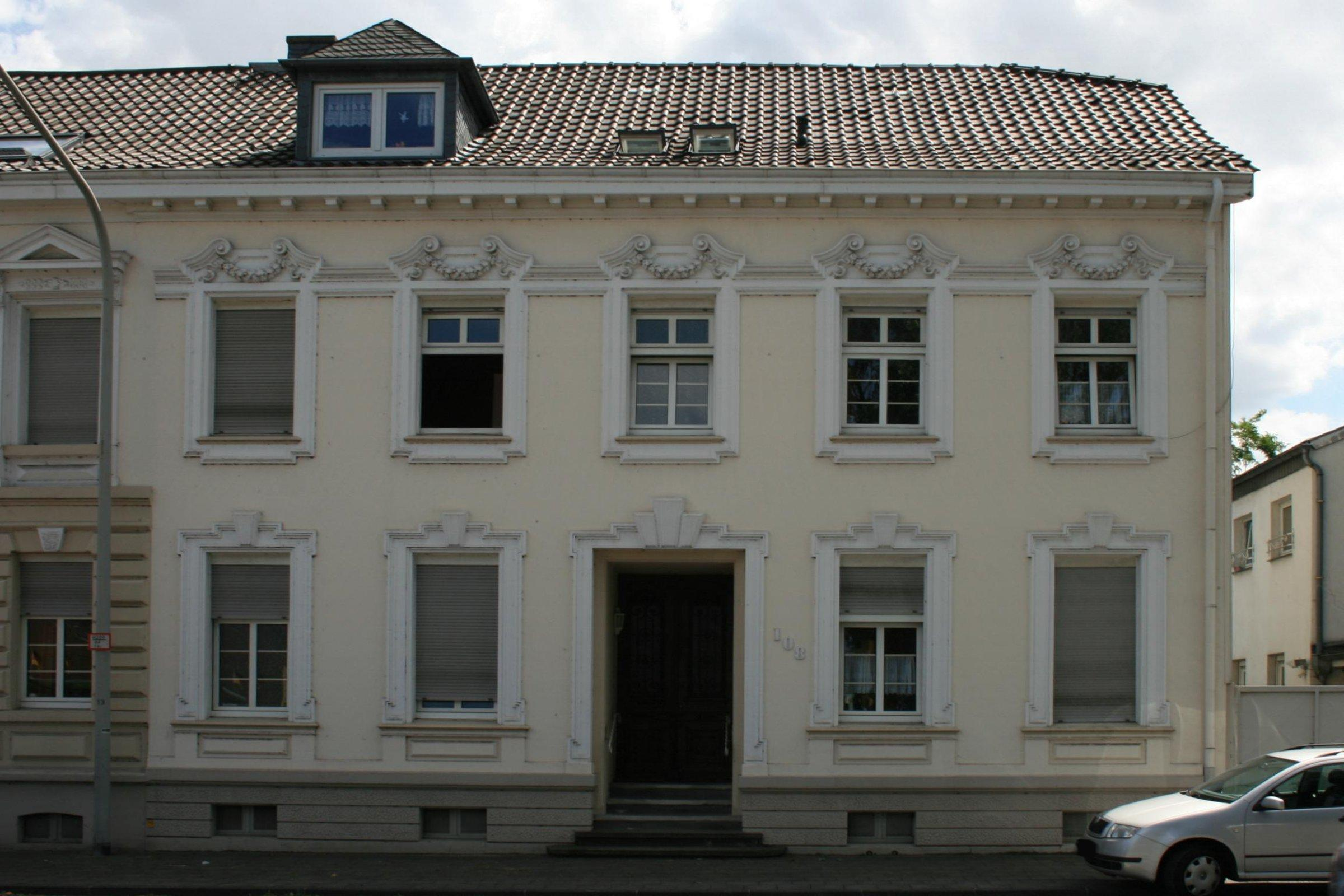
Wohnhaus (2010)

Das Wohnhaus Düsseldorfer Straße 108 steht im Stadtteil Rheydt in Mönchengladbach (Nordrhein-Westfalen).
Das Haus wurde 1899 erbaut. Es ist unter Nr. D 023 am 14. September 1993 in die Denkmalliste der Stadt Mönchengladbach eingetragen worden.

## Architektur
Das Objekt ist ein zweigeschossiges verputztes Traufenhaus von fünf Achsen mit einer Erschließung des Gebäudes von der Mittelachse. Horizontale Gliederung und Betonung durch ein Sockelgesims über einer Quaderimitation sowie durch die gleichmäßige Reihung der Fenster. Alle Fassadenöffnungen sind von Putzprofilen umrahmt. Ein weit vorkragendes Dachgesims mit Zahnschnitt darüber ein mäßig steil geneigtes Krüppelwohndach. Das Haus wurde im dritten Viertel des 19. Jahrhunderts erbaut.